# Centrolepis
Centrolepis è un genere estinto di pesci ossei arcaici appartenenti agli attinopterigi, noto esclusivamente dal Giurassico inferiore di Lyme Regis, in Inghilterra. Il genere è rappresentato da una sola specie, Centrolepis asper.

## Descrizione
Centrolepis asper era un piccolo pesce dalla forma fusiforme, robusta e moderatamente allungata. Il corpo era ricoperto da scaglie spesse e fortemente ornamentate, spesso decorate con creste e denticolazioni prominenti, soprattutto nella regione ventrale e caudale. Le squame del fianco erano meno profonde e con ornamentazioni più rade.
Il cranio mostrava un sistema sospensorio mandibolare obliquo. La dentatura era composta da una serie interna di denti conici grandi e distanziati, affiancati da una serie esterna di denti più piccoli ma simili per forma. Le ossa craniche, opercolari e branchiostegali presentavano una superficie esterna tubercolata o rugosa.
Le pinne erano ampie, con raggi piatti e articolati, spesso biforcuti distalmente e ricoperti di ganoina. I bordi anteriori delle pinne erano rinforzati da fulcri ben sviluppati. La pinna dorsale, triangolare e prominente, era opposta allo spazio tra le pinne pelviche e l'anale, anch’essa elevata e triangolare.
Non si conoscono esemplari completi con la regione caudale intatta, e quindi la morfologia della pinna caudale e del peduncolo rimane sconosciuta. Tuttavia, reinterpretazioni successive degli esemplari hanno corretto alcune osservazioni iniziali di Egerton, dimostrando che la pinna descritta come anale era in realtà pelvica, e che i raggi marginali attribuiti alla caudale appartenevano in effetti alla pinna anale.

## Classificazione
Il genere Centrolepis venne descritto per la prima volta da Egerton nel 1854 sulla basei di alcuni esemplari conservati nel Natural History Museum), tutti provenienti da Lyme Regis, una località famosa per i suoi giacimenti fossiliferi del Giurassico inferiore.
Centrolepis è classicamente incluso nell'ordine dei Palaeonisciformes, anche se la sua posizione filogenetica precisa all'interno degli attinopterigi basali rimane incerta. In ogni caso, Centrolepis rappresenta uno dei rari esempi di pesci ganoidi del Giurassico inferiore ben conservati.